# Raketoplan 2.03
2.03 je bilo ime sovjetskega raketoplana v izdelavi. Ob opustitvi sovjetskega vesoljskega programa 2.03 še ni bil končan in je bil kasneje razstavljen.